# Homoanarta falcata
Homoanarta falcata är en fjärilsart som beskrevs av Berthold Neumoegen 1883. Homoanarta falcata ingår i släktet Homoanarta och familjen nattflyn. Inga underarter finns listade i Catalogue of Life.